# Toma Garai
Toma Garai (Arad, 27 maggio 1935 – Los Angeles, 30 gennaio 2011) è stato un compositore di scacchi rumeno naturalizzato statunitense.
Nato in Romania da una famiglia di origine ungherese, trascorse la gioventù in Transilvania, poi emigrò negli Stati Uniti, stabilendosi in California.
Ha composto oltre 1300 problemi, principalmente di aiutomatto.
Nel 1987 fu nominato dalla FIDE Giudice internazionale della composizione, per la categoria aiutomatti, e nel 1996 ha ottenuto il titolo di Grande Maestro della composizione.
Ha pubblicato il libro Chess Problems of the Same Kind; 208 Selected Helpmate Three-Movers, edito in proprio, California, 1994.